# Lambda-szonda

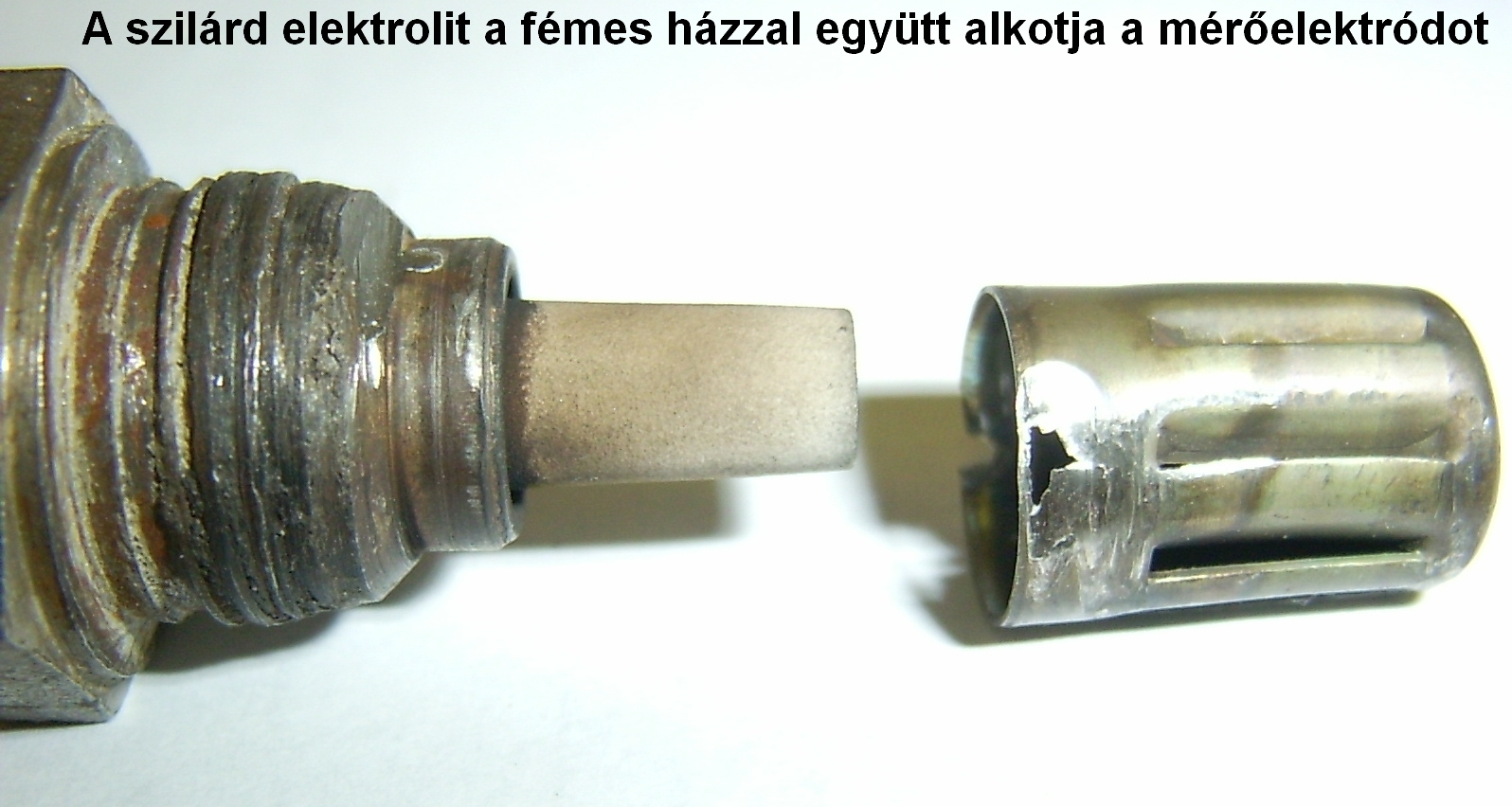
A lambdaszonda mérőelektródja

Gépjárművekben az üzemanyag/levegő arány szabályozásra ún. lambda-szondát (más jelöléssel: λ-szonda, oxigénszenzor) használnak. 
A gépkocsik kipufogórendszerébe épített lambda-szondáknak kettős szerepük van. A szonda a kipufogógáz oxigéntartalmának folyamatos mérésével egyrészt az üzemanyag/levegő mennyiségi arányának szabályozásához, másrészt a katalizátor hatékony működéséhez szükséges oxigénszint beállításához elektromos jelet szolgáltat. 
A nevét a tüzeléstechnikában is használatos  légfeleslegtényező általánosan használt jelének, a lambda (λ) görög betű nevéből kapta. A légfeleslegtényező egy dimenziómentes szám, ami megadja a tüzelőanyag (üzemanyag) egységnyi mennyiségének tökéletes elégetéséhez szükséges, a gyakorlati és az elméleti levegőmennyiség hányadosát. Sztöchiometrikus összetételű keverék esetén értéke: λ = 1,00.

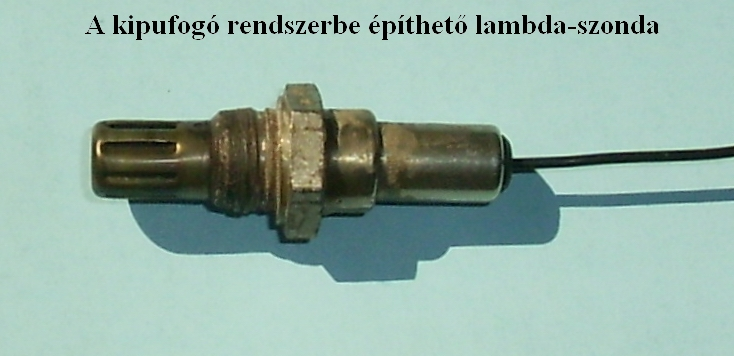
Lambdaszonda

A szenzor kiviteli formájában a gyújtógyertyára emlékeztet és a kipufogócsonkba építve, a katalizátor előtt helyezik el. A lambdaszonda kerámiatubusát (1) perforált fémház (4) védi a mechanikai sérülésektől, mint az ábrán látható. 
A kívül-belül porózus platina-bevonattal ellátott kerámiatubus (a szilárd elektrolit) (1) külső felülete közvetlenül érintkezik a kipufogógázban levő oxigénnel (ez a mérőelektród tér), a tubus belsejébe (ez a referencia-elektród tér) pedig a külső levegőből jut oxigén, s ott állandó, 20,95%(V/V) oxigénkoncentrációt biztosít. 

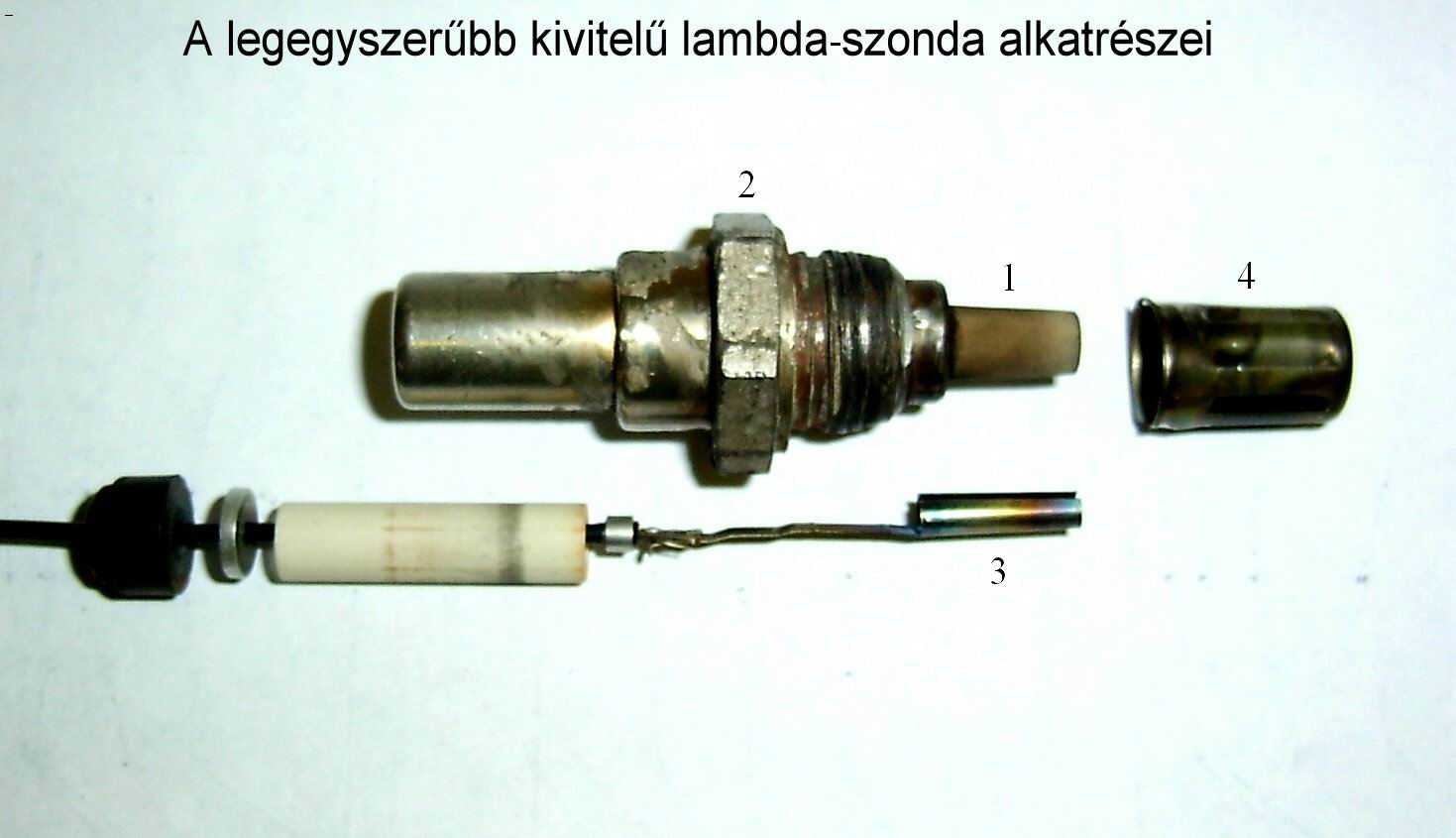
A lambda-szonda alkatrészei: 1. szilárd elektrolit, 2. ház (negatív elektród, mérőelektród), 3. belső elektród-kivezetés (pozitív elektród, referencia-elektród), 4. védősapka

E két tér oxigénkoncentrációja közötti eltérés a lambda-szonda két elektródja között feszültséget kelt, melynek nagysága a kipufogógáz oxigéntartalmának függvényében – 300 oC-os üzemi hőmérsékletet feltételezve – a mellékelt ábrán látható, a gyakorlatban néhány tíz mV. A szilárd elektrolit segítségével tehát egy ún. oxigén elektród-koncentrációs galváncella alakul ki. Motortípustól függően a kipufogógáz optimális oxigénkoncentrációját kísérleti úton előre megállapítják, és az ennek megfelelő elektromotoros erő (V-ban) az 
EMF = {\displaystyle {\frac {RT}{4F}}\ln {\frac {20,95\%(\mathrm {O} _{2})}{x\%(\mathrm {O} _{2})}}} 

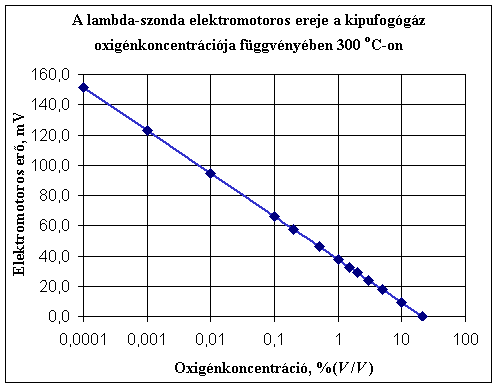
A lambdaszonda elektromotoros erejének függése a kipufogógáz oxigénkoncentrációja függvényében

összefüggéssel kiszámítható, amelyben:
R az egyetemes gázállandó, 8,314 J/mol·K
F a Faraday-állandó, 96 485 C/mol
20,95%(V/V) a levegő oxigénkoncentrációja,
x %(V/V)O2 a kipufogógáz oxigénkoncentrációja.
Ha a feszültség kisebb, mint az előre megállapított érték, akkor a kipufogógázban nagyobb az oxigéntartalom és a keverék üzemanyagban szegény, és fordítva. A folyamatos feszültségjelet a gépkocsi elektromos vezérlőegysége dolgozza fel, amely negatív visszacsatolással folyamatosan szabályozza az üzemanyag/levegő keverékarányt. 
A szonda működésének elengedhetetlen feltétele, hogy üzemmeleg állapotba kerüljön, mintegy 300 °C-ra melegedjen fel. Amíg ez nem következik be, a gépkocsi elektromos vezérlőegysége "szabályozatlanul" üzemel, és az üzemanyag/levegő keveréket előre meghatározott értékek szerint állítja be. Ezek a hideg motorüzemnek megfelelő, kissé dús keveréket biztosítanak. 
Az üzemi hőmérséklet mielőbbi elérése érdekében a modernebb lambda-szondákat beépített fűtőszál melegíti. Ezeket a szondákat a vezetékeik számáról lehet megismerni: a három vezetékeseknél az egyik a szabályozó jel, a másik kettő a fűtést biztosítja; négy vezeték esetén a negyedik a fűtőszál által keltett esetleges zavaró jeleket vezeti el (árnyékolás). A gépkocsi elektromos vezérlőegysége ezáltal majdnem teljesen zavarmentes jelet kap. 
Újabban 5 ill. az Ecu felé 6 vezetékes (ún. szélessávú) lambdaszonda is megjelent. Extraszéles működési tartományban dolgozik, 0,7-4 lambda érték között. A közvetlen befecskedezésű rendszereknél csak ez jöhet számításba. Egyes autógyártók ( pl. VW-Audi) előszeretettel alkalmazza. Szélessávú lambda-szondát nagy tételben két gyártó készít: a Bosch illetve a japán NGK/NTK. 
A tág szabályzási sáv miatt a szonda működési módja meglehetősen bonyolult. A szonda lelke a szivattyúcella, amely oxigén-ionokat "pumpál" a szenzor "hagyományos" (Nernst) cellájához. A szivattyúzáshoz szükséges áram arányos a két cella közötti oxigénkoncentráció-különbséggel. Azaz, ha a Nernst cellában fenntartjuk a "λ=1" légviszonyt, akkor a szivattyúzó áram arányos lesz a pillanatnyi légviszonnyal. 
A lambdaszonda másik fontos szerepe az, hogy a katalizátor hatékony működéséhez szükséges oxigénszint beállításához elektromos jelet szolgáltat. A katalizátorok ugyanis csak a λ = 1,0 értékhez közeli tartományban képesek a kipufogógáz három legkárosabb komponensének a szénhidrogének (CxHy), a szén-monoxid (CO) és a nitrogén-oxidok (NOx) leghatékonyabb átalakítására.